# Dendropaemon subcylindricus
Dendropaemon subcylindricus là một loài bọ cánh cứng trong họ Bọ hung (Scarabaeidae).